# California State Route 78
Die California State Route 78 (kurz CA 78) ist eine State Route im US-Bundesstaat Kalifornien, die in Ost-West-Richtung verläuft. Seine Länge beträgt 309 Kilometer.
Die State Route beginnt an der Interstate 5 in Oceanside und endet bei Blythe an der Interstate 10.

## Verlauf
Von Oceanside bis zum Kreuz mit der Interstate 15 bei Escondido ist die CA 78 als Freeway ausgebaut, die mit den europäischen Autobahnen vergleichbar sind. Der nächste größere Ort, durch den die State Route führt, ist Ramona, bei dem sich die größte zoologische Einrichtung der Welt, der San Diego Zoo Safari Park, befindet. In Ramona trifft der Highway auch auf die California State Route 67. In der Nähe von Julian passiert die CA 78 die California State Route 79. Zwischen Julian und Ocotillo Wells verläuft sie durch den Anza-Borrego Desert State Park.
Im Süden des Saltonsees beginnt die California State Route 86 die Trasse der CA 78 zu nutzen. Sie trennen sich wieder in der Stadt Brawley. Auf dem Stadtgebiet trifft sie auch auf die California State Route 111 sowie im Osten auf die California State Route 115. Östlich von Brawley verläuft die Straße in einem großen Bogen zunächst in östlicher, anschließend in nördlicher Richtung. Zwischen Palo Verde und Blythe führt sie parallel an der Grenze zu Arizona entlang.

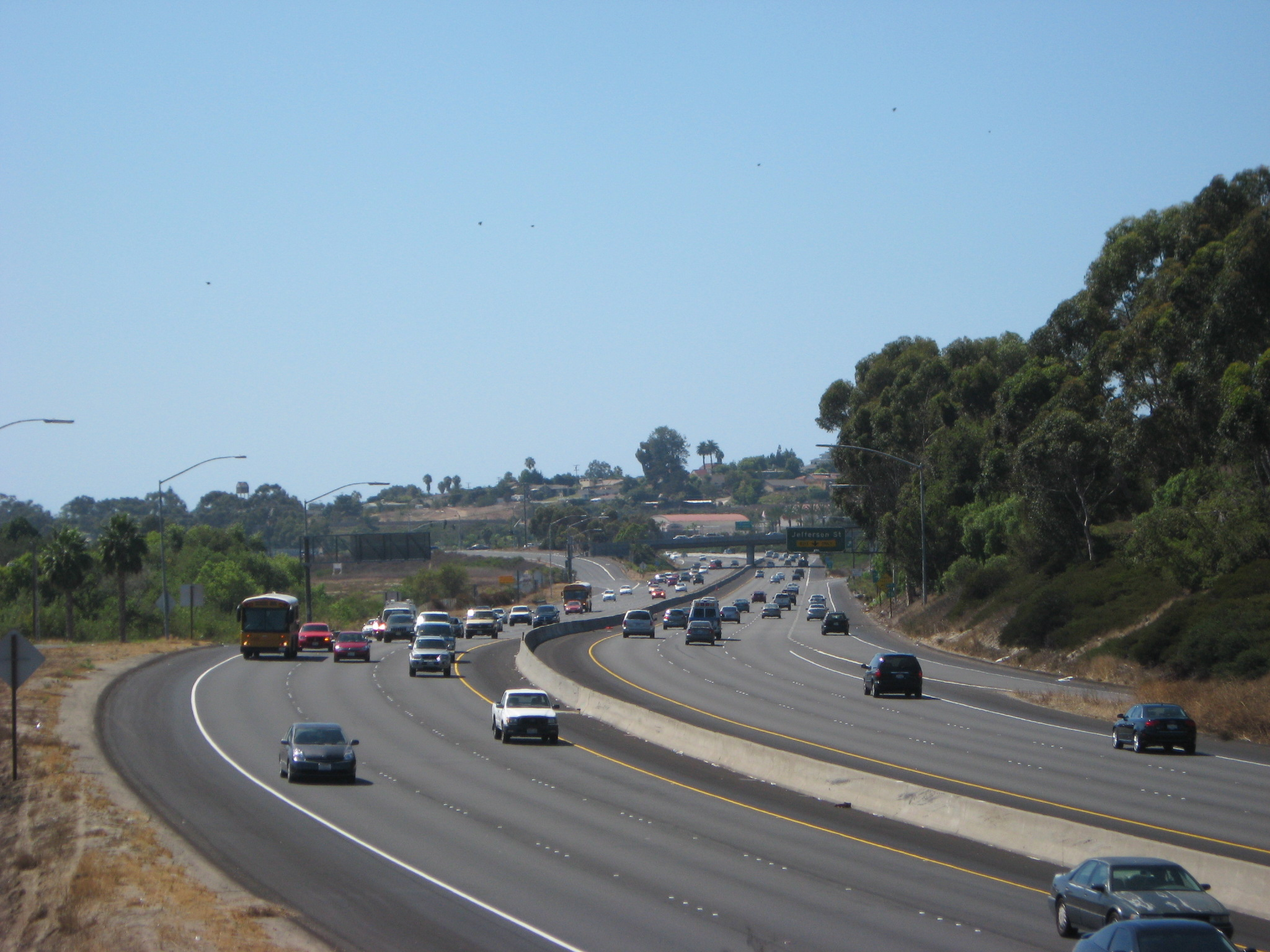
SR 78 und El Camino Real
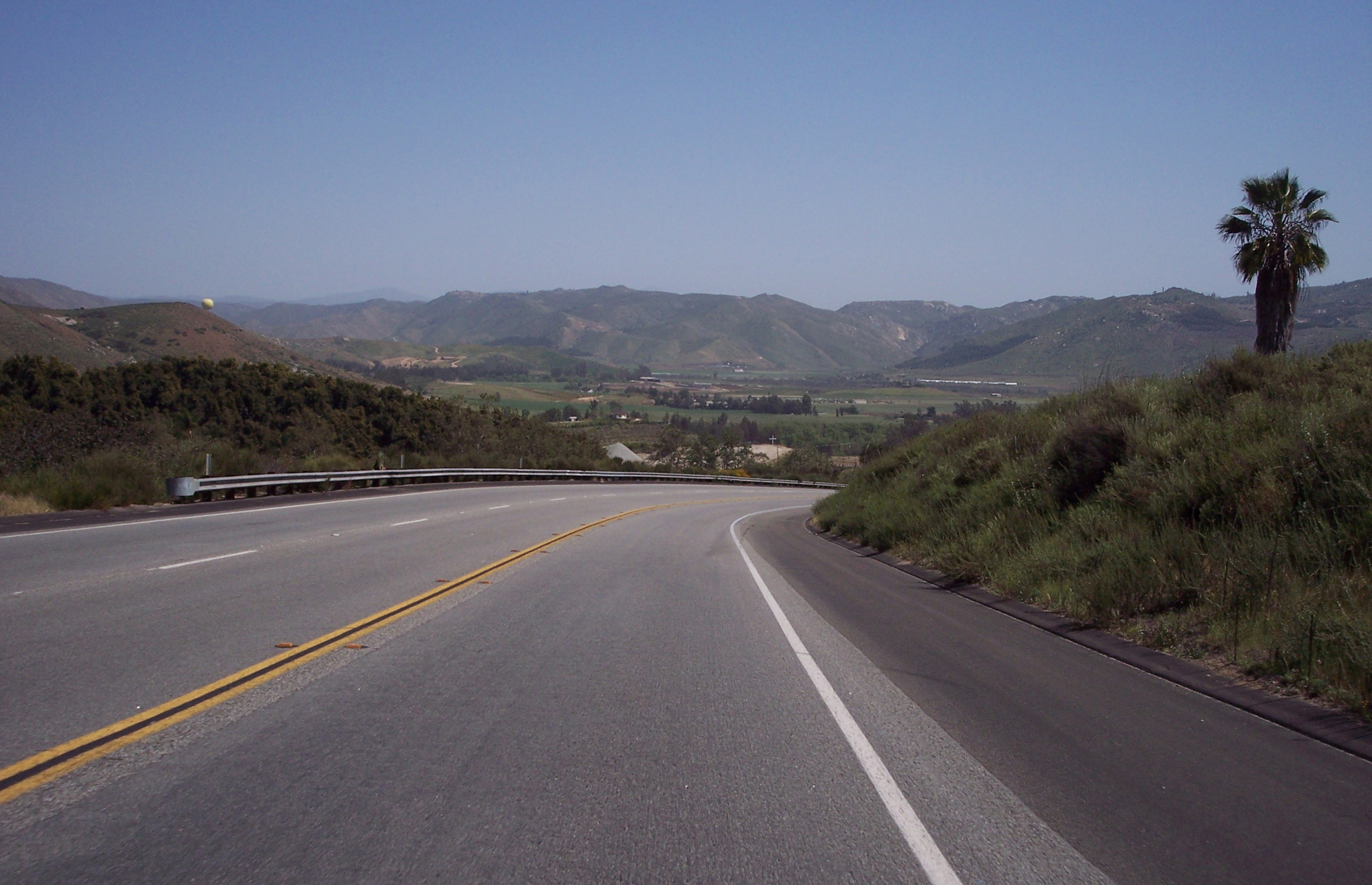
SR 78 östlich von Escondido
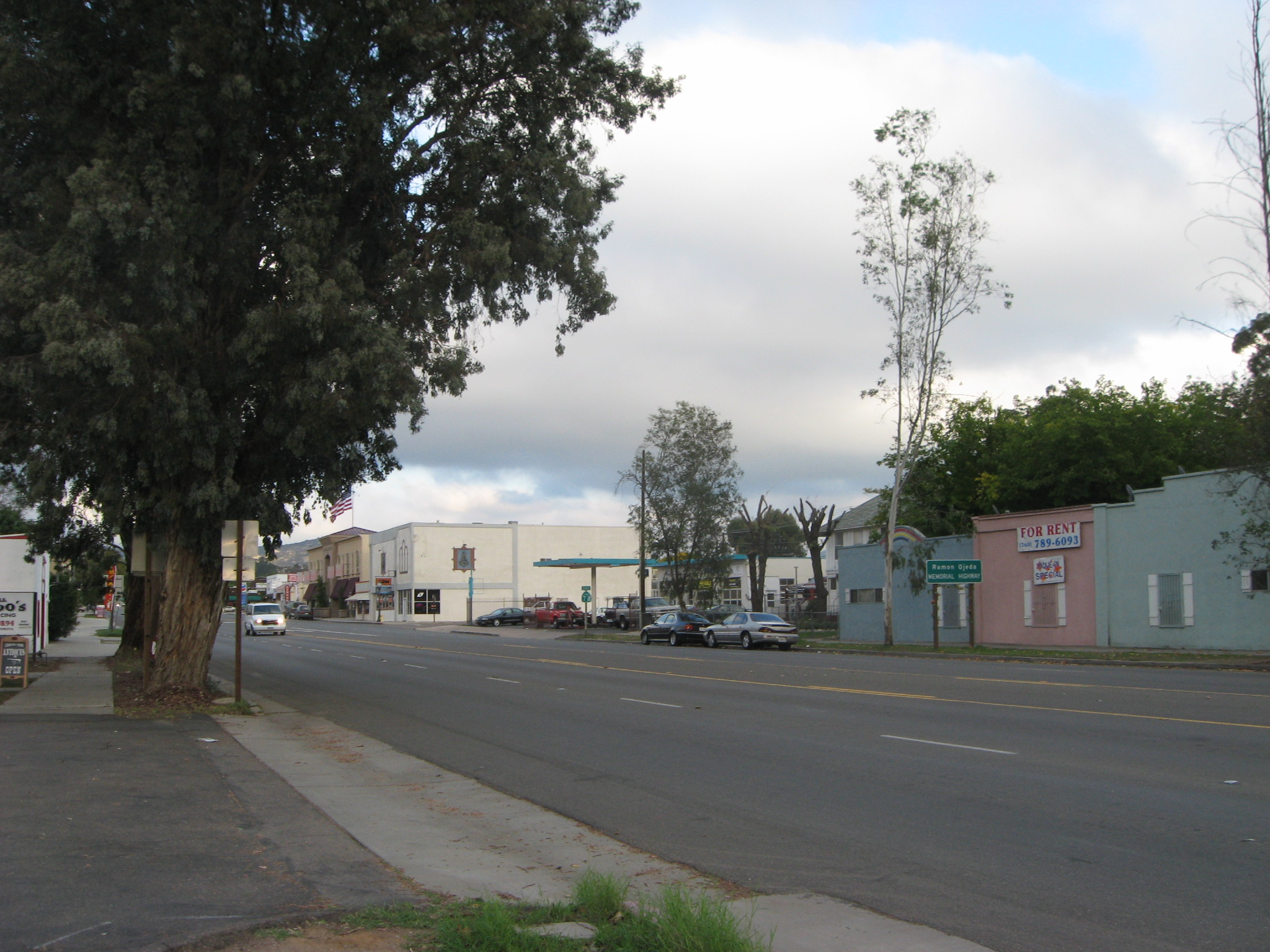
SR 78 in Ramona
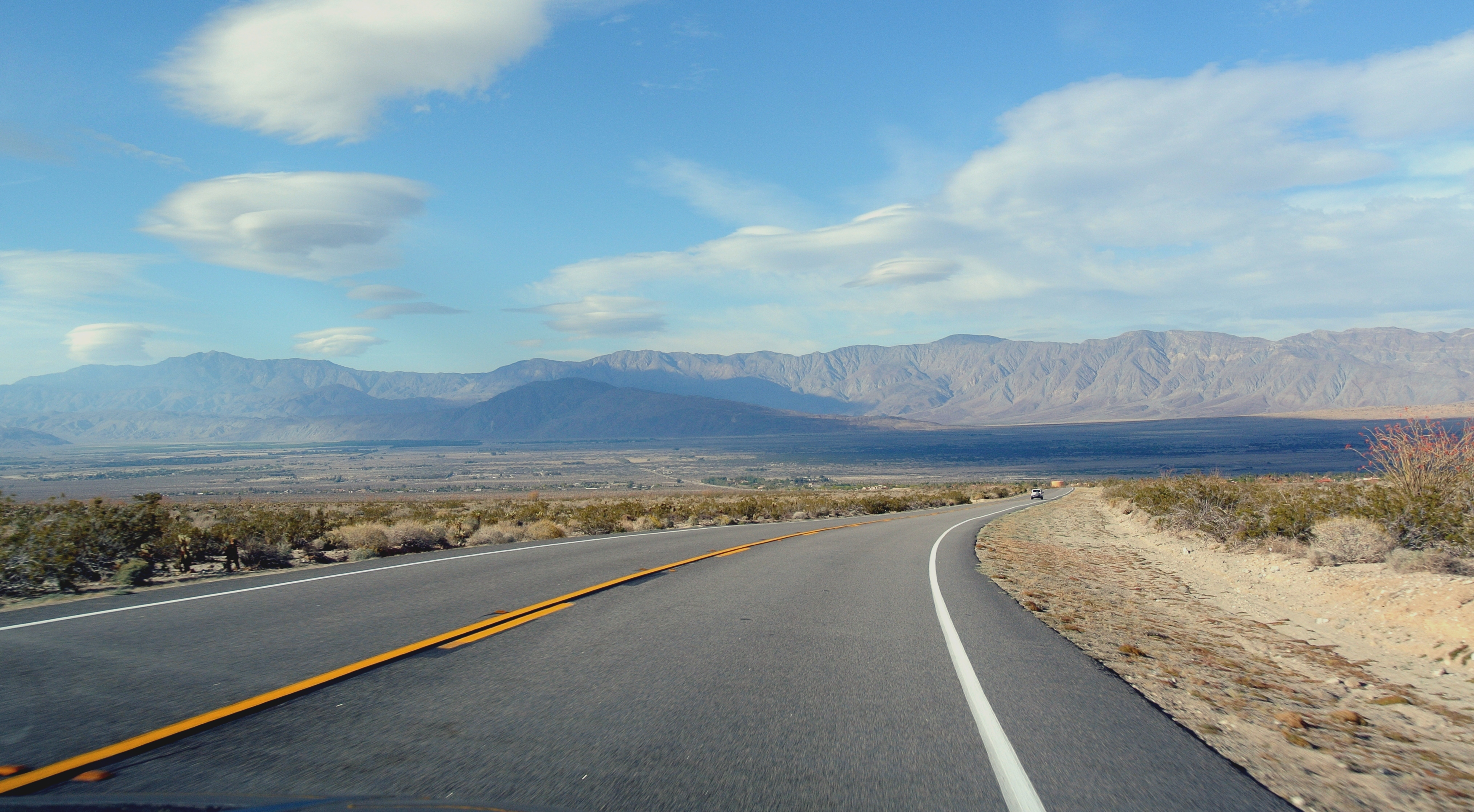
SR 78 im Anza-Borrego Desert State Park